# Краткая история времени (фильм)
«Кра́ткая исто́рия вре́мени» (англ. A Brief History of Time; 1991) — документальный фильм американского режиссёра Эррола Морриса о жизни, мировоззрении и научных достижениях британского учёного Стивена Хокинга.

## Сюжет
Независимый документальный фильм «Краткая история времени» основан на одноимённом научно-популярном бестселлере британского физика-теоретика Стивена Хокинга (1988), но режиссёр ленты Эррол Моррис не ограничился одним лишь изложением содержания книги: в фильме много внимания уделено личности и повседневной жизни самого Хокинга. Основное место в кинофильме занимают многочисленные интервью с людьми, так или иначе связанными с Хокингом (его родственниками, сокурсниками, преподавателями, коллегами и учениками).

## Участники съёмок
- Стивен Хокинг
- Изобель Хокинг (англ. Isobel Hawking; мать Стивена Хокинга)
- Джанет Хамфри (англ. Janet Humphrey; тётка Стивена Хокинга)
- Мэри Хокинг (англ. Mary Hawking; сестра Стивена Хокинга)
- Роберт Берман (куратор Стивена Хокинга в Оксфордском университете)
- Роджер Пенроуз (профессор Кембриджского университета)
- Деннис Сиама (профессор Кембриджского университета)
- Джон Уилер (учёный-астрофизик)
- Брэндон Картер (учёный-астрофизик)
- Джон Тейлор[англ.] (учёный-астрофизик)
- Кип Торн (научный сотрудник Кембриджского университета)
- Кристофер Ишем[англ.] (учёный-астрофизик)
- Дон Пейдж[англ.] (аспирант Стивена Хокинга)
- Раймонд Лафламм[англ.] (аспирант Стивена Хокинга)
- и другие

## Награды
- 1992 — Кинофестиваль «Сандэнс»
  - Приз кинодеятелей (Filmmakers Trophy) — Эррол Моррис (секция «Документальное кино»)
  - Главный приз жюри (Grand Jury Prize) — Эррол Моррис (секция «Документальное кино»), совместно с документальной лентой Камиля Биллопса и Джеймса Хэтча «В поисках Кристы» (1991)

- 1992 — Международный кинофестиваль в Сиэтле
  - Зрительский Приз «Золотой космический обелиск» за лучший документальный фильм (Best Documentary Golden Space Needle Award) — Эррол Моррис

- 1992 — Международная ассоциация кинодокументалистов
  - Приз Международной ассоциации кинодокументалистов (IDA Award) — Дэвид Хикман

## Интересные факты
- Интервью со всеми участниками проекта снимались в декорациях, специально созданных для фильма.
- В фильме использованы отрывки из фантастического художественного фильма «Чёрная дыра» (1979).
- Научным консультантом (англ. Science Advisor) фильма был Сидни Коулман.